# Autobiographie
 (juin 2016).
Si vous disposez d'ouvrages ou d'articles de référence ou si vous connaissez des sites web de qualité traitant du thème abordé ici, merci de compléter l'article en donnant les références utiles à sa vérifiabilité et en les liant à la section « Notes et références ».
L'autobiographie () est un genre littéraire et artistique. Son étymologie grecque définit le fait d'écrire (graphè, graphie) sur sa propre vie (auto, soi ; et bios, vie). Au sens large l'autobiographie se caractérise donc par une identification entre l'auteur, le narrateur et le personnage principal du récit. Le mot est assez récent, il n'est fabriqué qu'au début du XIXe siècle (1815 en anglais, 1832 pour l'adjectif et 1842 pour le substantif en français). L'approche actuelle parle dans ce cas plutôt de « genre autobiographique », réservant à « autobiographie » un sens plus étroit qu'a établi l'universitaire Philippe Lejeune dans les années 1970.

## Historique du mot

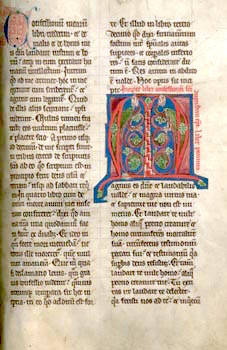
Manuscrit médiéval des Confessions de Saint Augustin

Le mot « autobiographie » est venu trop tard pour s'imposer d'emblée et absorber d'autres dénominations qui existaient avant lui et ont continué leur chemin après sa naissance. Une certaine confusion a présidé à son apparition, qui s'est faite par étapes successives, avec des refus, des réticences, des hésitations.
Il semble qu'il ait d'abord été employé en Allemagne à la fin du XVIIIe siècle. Selbst-biographie, avec un trait d'union, s'est trouvé ensuite repris par des critiques anglais en 1797 sous la même forme : self-biography. Cependant, l'allure compliquée du mot composé ne plaisait pas à tout le monde, l'association d'une racine saxonne à une composition d'origine grecque paraissant pédante.
Pourtant, en 1809, l'un des grands poètes romantiques anglais, Robert Southey, l'utilise dans un article publié par le The Quarterly Review, toujours avec le trait d'union. Puis, après une éclipse de vingt années, il réapparaît dans l'une des plus célèbres revues littéraires de Londres, le Blackwood's Magazine, cette fois sous la forme qu'on lui connaît aujourd'hui, avec ses trois composantes sémantiquement grecques : auto/bio/graphy. À de nombreuses reprises cependant, le trait d'union revient sous la plume des spécialistes, jusque dans les années 1860, témoignant des balbutiements de la typologie : H. G. Wells, en 1934, hésite encore ; le titre de son ouvrage est autobiography, mais l'adjectif reste auto-biographical. Il faut attendre le XXe siècle pour que s'impose « autobiographie », encore que certains auteurs ne font guère de différence entre les termes : en 1928, André Maurois consacre un chapitre à l'autobiographie, mais à l'intérieur d'un livre intitulé Aspects de la biographie. Sans doute a-t-on longtemps pensé que l'autobiographie constituait un sous-genre de la biographie : on pense aujourd'hui qu'il s'agit de deux genres différents.
En France, le mot autobiographie apparaît en 1842.

## Définition

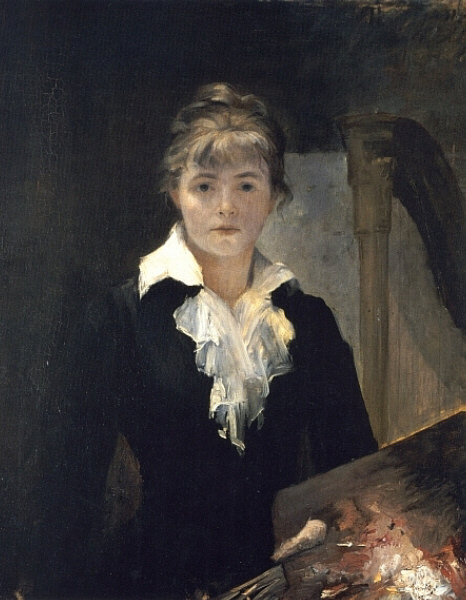
Marie Bashkirtseff, Autoportrait à la palette, 1880.

L'analyse littéraire moderne s'accorde à définir avec lui l'autobiographie comme « un récit rétrospectif en prose qu'une personne réelle fait de sa propre existence, lorsqu’elle met l’accent sur sa vie individuelle, en particulier sur l’histoire de sa personnalité. »
Cependant, il convient de faire quelques réserves sur l'exigence de la prose, sur laquelle Philippe Lejeune est lui-même revenu. Nombre de véritables autobiographies, en effet, ont été rédigées en vers. L'une des plus célèbres et des plus réussies est The Prelude (« Le Prélude ») de William Wordsworth.
On établit ainsi une distinction avec les mémoires qui mettent l'accent sur le contexte historique de la vie de l'auteur, en donnant souvent en exemple les Mémoires du cardinal de Retz ou ceux de Saint-Simon. Furetière, dès le XVIIe siècle, définissait les mémoires comme « des livres d’historiens, écrits par ceux qui ont eu part aux affaires ou qui en ont été témoins oculaires, ou qui contiennent leur vie ou leurs principales actions » (Dictionnaire universel, 1684). Dans les mémoires les écrivains racontent leur vie publique, dans leur autobiographie, ils racontent leur vie individuelle, « l’histoire de [leur] personnalité » (Lejeune, Le Pacte autobiographique), leur intimité.
Philippe Lejeune précise sa définition en incluant la caractéristique de « récit rétrospectif » — essentiellement en prose et à la première personne mais sans exclure l’usage du vers et de la 3e personne (Marguerite Yourcenar, Souvenirs pieux), voire de la 2e (Charles Juliet, Lambeaux) —, ce qui distingue l’autobiographie du journal/journal intime (Catherine Pozzi, Journal 1913-1934) ou de la correspondance (Correspondance 1918-1951, Jean Paulhan ; André Gide) dont l’écriture est concomitante des faits vécus. L’autobiographie où l’auteur est à la fois dans la confidence, parfois la justification, et dans la recherche de soi, constitue toujours une reconstruction rétrospective ce qui la différencie des textes parcellaires à contenu autobiographique comme les recueils de poèmes lyriques.
Un autre point déterminant est la sincérité du propos : implicitement, l'auteur conclut un « pacte » avec le lecteur en utilisant la catégorie « autobiographie », il peut aussi préciser son intention dans une préface comme Jean-Jacques Rousseau pour Les Confessions. La frontière est parfois floue avec le genre du roman comme pour le roman autobiographique (Benjamin Constant, Adolphe, 1816) ou l'autofiction moderne (Annie Ernaux, Passion simple, 1991) et ses précurseurs de l'autofiction (Colette, Louis-Ferdinand Céline, Jean Genet…) qui se réclament de la fiction par des intitulés comme récit, roman ou simplement par l'absence du mot « autobiographie », qui rejettent le pacte autobiographique. Ce pacte autobiographique n'est d'ailleurs pas accepté par tous, la prétendue sincérité paraissant impossible : que l'auteur se mente à lui-même, voire qu'il essaie de tromper son lecteur est, pour qui sait lire un texte, tout aussi révélateur d'un être qu'une relation affichée comme de simple bonne foi.
Quoi qu'il en soit, l'autobiographie ainsi définie constitue donc une forme particulière de « l'écriture de soi » et des « récits de vie », un genre littéraire de l'époque moderne que l'on s'accorde à faire naître avec Les Confessions de Jean-Jacques Rousseau dans la deuxième partie du XVIIIe siècle et qui s'épanouit avec l'époque romantique (Chateaubriand, George Sand, Musset) jusqu'à nos jours, en particulier avec les récits d'enfance grand public (Marcel Pagnol, Robert Sabatier) et les souvenirs réécrits (Philippe Noiret, Mémoire cavalière). Cependant les œuvres les plus intéressantes sont celles qui ont été renouvelées par l'apport de la psychanalyse (Michel Leiris, L’Âge d’homme ; Sartre, Les Mots), par les recherches formelles (Colette, Sido ; Jean Giono, Jean le Bleu), et par le questionnement du genre (l’œuvre de Colette dans son ensemble ; Nathalie Sarraute, Enfance ; Georges Perec, W ou le Souvenir d'enfance ; André Malraux, Antimémoires).

## Histoire
L'autobiographie au sens précis du terme a mis beaucoup de temps à s’imposer, même si l’on peut trouver de nombreuses œuvres anciennes qui s’y apparentent.
Le Proche-Orient ancien fournit ainsi quelques exemples de textes qui relèvent du genre autobiographique : il s’agit notamment de l’Apologie de Hattusili III, qui présente le roi hittite éponyme racontant, à la première personne, son parcours de la naissance à l’accession au trône, ou encore de l’Édit de Télépinu, où le roi hittite Télépinu se décrit comme un souverain restaurateur. Ces textes ont néanmoins une portée politique et propagandiste évidente qui les éloigne de l’autobiographie au sens moderne du terme : ils n’ont pas pour visée d’offrir au lecteur un aperçu sur la vie intime du roi, mais seulement de lui imposer une interprétation unilatérale de faits publics, connus de tous. Dans le cas de l’Apologie de Hattusili III, le récit autobiographique sert à justifier l’usurpation du trône par Hattusili.
L’Antiquité gréco-latine offre de nombreux textes autobiographiques qui relèvent davantage du genre des mémoires que de l’autobiographie intime : on peut citer par exemple l’Anabase de Xénophon, dans laquelle celui-ci raconte l’expédition des Dix Mille à laquelle il a participé et où il parle de lui-même à la troisième personne ; procédé imité par Jules César dans les récits des guerres qu’il a menées, en particulier dans La Guerre des Gaules, ou encore Flavius Josèphe ou Libanios dont certaines textes ont été très tardivement intitulés « Autobiographie ».
La littérature des premiers siècles chrétiens, animée par la pratique religieuse de l’aveu des fautes et le désir de proposer des modèles de vies sauvées, produit au IVe siècle les Confessions de saint Augustin. Cependant l’œuvre ne correspond pas exactement aux critères de l’autobiographie : en effet, bien qu’elle soit l’une des premières œuvres d’introspection, les Confessions d’Augustin n’ont pas pour but de mettre l’accent sur la singularité individuelle de l’auteur, mais au contraire de présenter sa vie comme un cheminement intellectuel et spirituel caractéristique de la condition humaine en général ; elles s’inscrivent de plus dans une démarche religieuse visant à convaincre le lecteur de l’importance de la rédemption.
Le genre autobiographique naît avec la littérature moderne au Bas Moyen Âge comme un acte de critique sociale et d'affirmation de la liberté du sujet avec le De vita sua sive monodiae ou Ma vie ou les chants à une voix de Guibert de Nogent en 1115 suivi en 1132 par l’Historia calamitatum ou Récit de mes malheurs d'Abélard, deux auteurs inspirés par l'augustinisme qui préfigurent la révolution humaniste, mais la réforme grégorienne a tôt fait de reléguer les récits à la langue vulgaire et au registre de cour.
Au cours du XIIIe siècle, le roi Jacme, dit Jacques Ier (roi d'Aragon) ou Jaume I ou Jaime I (1208-1276), dicta ses mémoires en langue catalane, le Llibre dels fets qui a été de multiples fois transcrit et édité, dont deux éditions récentes de sa traduction en français.
Il faut attendre Dante et Pétrarque pour lire de nouveau une littérature qui, sans être autobiographique, ose du moins mettre en avant une expérience personnelle et s'exprimer à la première personne.
À la Renaissance, la littérature britannique, quant à elle, présente, à partir du XVe et tout particulièrement au XVIIe siècle, nombre de récits personnels, le plus souvent d’inspiration religieuse, catholiques mais surtout protestants, dont les principaux ont été répertoriés et analysés. Une œuvre originale est l’autobiographie vestimentaire du banquier Matthäus Schwarz.

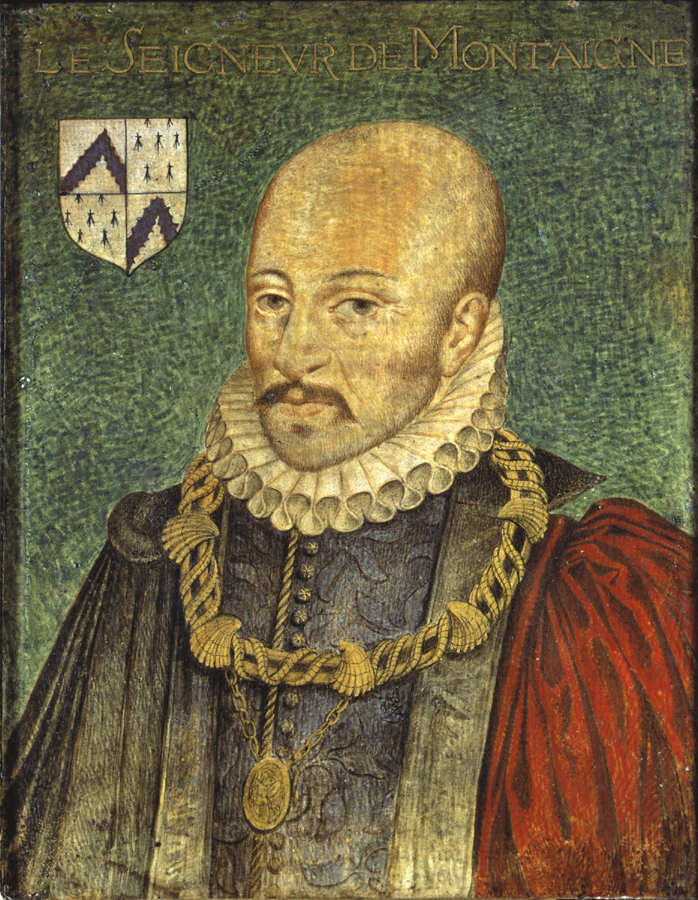
Michel de Montaigne.

Au XVIe siècle, avec l’humanisme, le genre s’affirme grâce à l’intérêt centré sur l’individu. On le voit avec Montaigne et ses Essais. Les XVIe et XVIIe siècles resteront cependant comme les siècles des grands mémorialistes français (Blaise de Montluc, cardinal de Retz, duc de Saint-Simon).
C’est plus tard, dans la seconde partie du XVIIIe siècle — publication posthume 1782-1789 —, que Rousseau écrit avec Les Confessions, la première véritable autobiographie au sens moderne du terme, c’est-à-dire un genre qui se définit, certes, par l’identité revendiquée du narrateur et de l’auteur représenté par un « je » unique, mais aussi par une reconstruction du passé qui la différencie du journal intime, genre auquel les Essais de Montaigne se rattachent davantage.
À la suite de Rousseau, le XIXe siècle porté par l’esthétique romantique met au premier plan le « moi » individuel et les « récits de vie » connaissent un véritable engouement, et nombre d’auteurs vont écrire leur autobiographie, tels Chateaubriand (Mémoires d’outre-tombe) et Stendhal (Vie de Henri Brulard).
Au XXe siècle, l’autobiographie change de nature avec le développement des sciences humaines : psychanalyse, sociologie et ethnologie y marquent un tournant, notamment avec l’apparition de la notion d’inconscient. L’autobiographie s’intériorise et la justification sociale s’estompe au profit d’une difficile quête de soi.

## Caractéristiques du genre
Selon Philippe Lejeune, on trouve derrière l’autobiographie un « pacte » conclu entre le lecteur et l’auteur : l’autobiographe prend un engagement de sincérité et, en retour, attend du lecteur qu’il le croie sur parole. C’est le « pacte autobiographique ». L’auteur doit raconter la vérité, se montrant tel qu’il est, quitte à se ridiculiser ou à exposer publiquement ses défauts. Seul le problème de la mémoire peut aller à l’encontre de ce pacte.
Le projet autobiographique se caractérise donc par la présence de trois « je ». Celui de l’auteur, du narrateur, et du personnage principal. Dans le cas de l’autobiographie, les trois « je » se confondent, tout en étant séparés par le temps. L’alliance de ces trois « je » fait partie du pacte autobiographique.
Pour le reste, le projet autobiographique de chaque écrivain lui est particulier. Il est souvent défini en préface : celle des Confessions de Jean-Jacques Rousseau est considérée comme fondatrice.
L’autobiographie conjugue deux mouvements complémentaires. L’introspection, d'une part, qui consiste en une observation méthodique de l’auteur sur sa vie intérieure et la rétrospection, d'autre part, où l'auteur porte un regard en arrière sur les faits passés.
C’est aujourd’hui un genre diversifié et en pleine expansion, à travers les genres parallèles que sont l’autofiction et le journal intime.

### Difficultés
- la censure morale (pudeur) imposée par les convenances ; et également l'autocensure[10] ;

### Fonctions pour l’auteur

Jean-Jacques Rousseau.

Différents facteurs entraînent un auteur à rédiger son autobiographie, comme la volonté de laisser un témoignage, de lutter contre l’oubli (exemple : Primo Levi, Si c'est un homme) et celle d’accéder à la postérité par l’écrit. On remarque également une nécessité de se soulager, de se libérer d’un poids, voire de se confesser (saint Augustin, Les Confessions) ; ainsi que l’envie de s’analyser pour mieux se connaître, de dresser une image de soi, un bilan de sa vie, de se remettre en question (Sartre, Les Mots). On peut également penser que chaque être humain ressent l’obligation de se justifier (Rousseau, Les Confessions), de plus nous avons la possibilité de l’utiliser pour défendre une thèse, un point de vue, ou transmettre un message, parfois au détriment de l’impartialité et de la justesse des faits (Sartre, Les Mots; Rousseau, Les Confessions, livre I : Le Vol des pommes). Ainsi que, la possibilité de se créer une image, une apparence voulue et de la présenter au lecteur, est un moyen de faire changer le regard des autres sur sa personne, une sorte d’influence (mais le pacte de la sincérité est brisé), et enfin la possibilité de se remémorer des éléments qu’il a oubliés (W ou le Souvenir d’enfance de Georges Perec).

## Modes de l'autobiographie
- La confession : Ainsi Moi, Pierre Rivière, ayant égorgé ma mère, ma sœur et mon frère, présenté plus tard par Michel Foucault. Au XIXe siècle, les confessions de condamnés à mort (recueillies par des journalistes) constituaient un genre littéraire en vogue. Il fut détourné de façon originale par V. Hugo dans Le dernier jour d'un condamné.
- Les mémoires : Mémoires de guerre, du général Charles de Gaulle
- Le journal intime, comme le Journal de Jules Renard ou celui des frères Goncourt ou même le Journal d'Anne Frank
- L’essai : réflexion sur la condition humaine à partir d’une expérience personnelle « Je suis moi-même la matière de mon livre » (Essais de Montaigne)
- Le fragment : ce traitement fragmentaire de la mémoire, du souvenir, a été celui choisi par beaucoup depuis Joe Brainard et son I remember, datant des années 1960. Georges Perec construit ainsi son Je me souviens. On peut citer encore Hervé Le Tellier qui répond mille fois à la question unique « à quoi tu penses ? » dans Les amnésiques n'ont rien vécu d'inoubliable.

## Genres dérivés de l'autobiographie

### Seuls le narrateur et le personnage sont identiques
- Les pseudo-mémoires : ce sont les mémoires fictifs d’une personne réelle et connue dont l’identité est assumée par un auteur qui invente, avec plus ou moins de fidélité, le récit de sa vie à sa place.
- Le roman-mémoires : il se distingue des pseudo-mémoires en ce que le narrateur n’est pas un personnage historique.
- L'autobiographie romancée
- Le récit de voyage
- Le journal intime
- Le journal littéraire[11].

### Le narrateur et le personnage sont inspirés de l'auteur
- Le roman autobiographique : C'est un personnage fictif qui entreprend le récit de sa vie à la première personne du singulier, et non directement l'auteur comme dans l'autobiographie. Le récit est cependant assez fortement inspiré par la vie de l'auteur, comme dans l’œuvre classique À la recherche du temps perdu de Marcel Proust en est un excellent exemple, qui s’approche de l’autofiction.
- L’autofiction : ce concept récent traduit la mise en fiction d’une vie privée (La Promesse de l'aube de Romain Gary). Une autofiction est un récit où il y a une alternance entre vie réelle de l’auteur et fiction. Cette part de fiction est en général indispensable pour comprendre l'œuvre, elle est indissociable de celle-ci. Par exemple dans W ou le souvenir d'enfance de Georges Perec, la fiction sert à décrire des choses que l’auteur n’est pas arrivé à exprimer autrement. Ainsi, à travers la cité olympique qu’il dépeint, l’on peut reconnaître assez facilement les camps de la mort.

## Exemples
(Exemples pris majoritairement dans la littérature française.)
- Mémoires, du cardinal de Retz, 1676.
- Le Feu, journal d'une escouade, de Henri Barbusse, 1916.
- Les Croix de bois, de Roland Dorgelès, prix Femina 1919.
- Vipère au poing, de Hervé Bazin, 1948.
- Mémoires d'une jeune fille rangée, de Simone de Beauvoir, 1972.
- L’Origine, de Thomas Bernhard.
- Mémoires, du cardinal de Bernis.
- Le fleuve Alphée, de Roger Caillois.
- La langue sauvée, de Elias Canetti.
- Les Mots pour le dire, de Marie Cardinal.
- Histoire de ma vie, de Giacomo Casanova.
- Relation véridique de ma naissance, de mon éducation et de ma vie, de Margaret Cavendish.
- La vie de Benvenuto Cellini, de Benvenuto Cellini.
- Mémoires de ma vie et Mémoires d'outre-tombe (extraits), de Chateaubriand.
- Le Grand Cirque, de Pierre Clostermann.
- Mémoires, de Philippe de Commynes.
- Moi, Boy, de Roald Dahl.
- Mémoires de guerre, de Charles de Gaulle.
- Histoire de ma vie et Mémoires d'un paysan bas-breton, de Jean-Marie Déguignet.
- Le Livre de la vie, de Thérèse d'Avila.
- Mémoires, de Lorenzo da Ponte.
- Le Petit Chose, d’Alphonse Daudet.
- Le Voile Noir, d’Anny Duperey.
- L’Amant, de Marguerite Duras.
- Benoît Misère, de Léo Ferré.
- Le journal de Zlata, de Zlata Filipovic.
- Autobiographie, de Flavius Josèphe.
- Journal, d'Anne Frank.
- La Promesse de l’aube, de Romain Gary.
- Si le grain ne meurt, d'André Gide.
- Jean le Bleu, de Jean Giono.
- Poésie et vérité, de Johann Wolfgang von Goethe.
- Mémoires inutiles, de Carlo Gozzi.
- Un secret, de Philippe Grimbert.
- Plus fort que la haine, de Tim Guénard.
- Erotographie, de Pierre Guéry.
- Un petit Parisien, de Dominique Jamet.
- Un sac de billes, de Joseph Joffo.
- Baby foot, de Joseph Joffo.
- Dedalus ou Portrait de l'artiste en jeune homme, de James Joyce.
- Lambeaux, de Charles Juliet.
- Mon enfance en Allemagne nazie, d'Ilse Koehn
- L'Étudiant étranger, de Philippe Labro.
- Le cri de la mouette, d’Emmanuelle Laborit.
- Les sept piliers de la sagesse, de Thomas Edward Lawrence.
- L’Enfant noir, de Camara Laye.
- La Bâtarde, de Violette Leduc.
- L’Âge d’homme, de Michel Leiris.
- Si c'est un homme, de Primo Levi.
- Autobiographie, de Libanios.
- Le miroir des limbes, d’André Malraux.
- Antimémoires, d’André Malraux.
- Commencements d’une vie, de François Mauriac.
- Livret de famille, de Patrick Modiano.
- Autres rivages, de Vladimir Nabokov.
- Aden Arabie, de Paul Nizan.
- La Gloire de mon père, de Marcel Pagnol.
- Le Château de ma mère, de Marcel Pagnol.
- W ou le souvenir d'enfance, de Georges Perec.
- Autobiographie, de John Cowper Powys.
- Voix dans la nuit, de Frederic Prokosch.
- Chêne et chien, de Raymond Queneau.
- À l’Ouest, rien de nouveau, d’Erich Maria Remarque.
- Poil de carotte, de Jules Renard, 1894.
- Le Miroir qui revient, d’Alain Robbe-Grillet.
- Les Confessions, de Jean-Jacques Rousseau, 1782-1789.
- Les Confessions, de saint Augustin, 397-401.
- Terre des hommes, d’Antoine de Saint-Exupéry.
- Mémoires, de Saint-Simon.
- Histoire de ma vie, de George Sand.
- Les Mots, de Jean-Paul Sartre, 1963.
- Enfance, de Nathalie Sarraute.
- Persépolis, de Marjane Satrapi.
- La Boîte à merveille, d’Ahmed Sefrioui.
- L'Écriture ou la Vie, de Jorge Semprún, 1994.
- Le Chêne et le veau, d’Alexandre Soljénitsyne.
- L’Autobiographie d’Alice Toklas, de Gertrude Stein.
- Vie de Henry Brulard, de Stendhal.
- Un ange cornu avec des ailes de tôles, de Michel Tremblay.
- Autobiographie, de Mark Twain.
- L'Autobiographie d'un super-vagabond, de W. H. Davies.
- L'Enfant, Le Bachelier et L'Insurgé de Jules Vallès.
- Black Boy, de Richard Wright.
- Souvenirs pieux, de Marguerite Yourcenar.
- La Crucifixion en rose (Sexus, Plexus, Nexus), de Henry Miller.
- La Place, d’Annie Ernaux.
- Une femme, d’Annie Ernaux.
- Le Gone du Chaâba, d’Azouz Begag.
- Autobiographie d'un Super-Vagabond de W. H. Davies.

- Queer et Junkyde William S.Burrough.
- Llibre dels fets, de Jacme, dit Jacques Ier (roi d'Aragon)

### Sources
- Autopacte, site de Philippe Lejeune.

#### Actes de colloque
- L’Invention de l’autobiographie d’Hésiode à saint Augustin, les actes d'un colloque de l'École normale supérieure sous la direction de Marie-Françoise Baslez, Philippe Hoffmann et Laurent Pernot, sur l'invention de l'autobiographie durant l'Antiquité, est disponible gratuitement à la lecture en ligne sur OpenEdition Books. La version papier payante des actes est éditée par les Editions Rue d'Ulm.

#### Conférence
- L'autobiographie, conférence de Philippe Lejeune, lycée François Villon, Paris (UTLS), 53 minutes (format MP3).

#### Liens scolaires
- Enjeux, pièges et échecs du pacte autobiographique.
- L’écrit autobiographique en collège et lycée.
- EGO 39-45, « Écrits de Guerre et d’Occupation, 1939-1945 » recense tous les témoignages, récits, carnets intimes et mémoires concernant la France et les Français durant la Seconde Guerre mondiale.